# Рогачевский, Анисим Леонтьевич
Анисим Леонтьевич Рогачевский (при рождении Онисим Хаимович; 7 апреля 1902, Екатеринослав — 4 декабря 1984, Новосибирск) — советский театральный режиссёр, художник, один из основателей колхозно-совхозного театра (современный «Старый дом»).

## Биография
Родился 26 марта (по старому стилю) 1902 года в Екатеринославе в семье запасного писаря старшего разряда, никопольского мещанина Хаима Берковича Рогачевского (1859—?) и Баси Лейбовны Рогачевской (в девичестве Лейбовой, 1867—?), дочери екатеринославского мещанина, заключивших брак там же 15 февраля 1890 года.
В 1920—1923 годах был художником в кинотеатре екатеринославского Пролеткульта.
С 1923 по 1928 год учился в Тифлисской академии художеств у Е. Е. Лансере. Работал художником в тифлисских клубах (1923—1926), затем — в Пролеткульте и театре Екатеринослава (1926—1927) и с 1927 по 1929 год — вновь в клубах Тифлиса.
В 1929 году переехал в Новосибирск, где в разное время работал режиссёром драматического кружка Сибкрайсоюза (1929—1930); художественным педагогом (1929—1932) и режиссёром театра (1930—1931) Пролеткульта; художественным руководителем театральной студии ЦК союза мукомолов (1932—1937); режиссёром эстрадного коллектива Филармонии (1937—1938).
С 1938 по 1945 год был художественным руководителем Областного драматического театра Новосибирска; с 1945 по 1947 — режиссёром эстрадного ансамбля Новосибирской государственной филармонии. В 1947—1949 занимал должность режиссёра Новосибирского театра юного зрителя, в 1949—1950 — Новосибирской филармонии.
С 1950 по 1951 год был главным режиссёром Новосибирского театра кукол; с 1958 по 1960 год занимал эту же должность в Новосибирском областном драматическом театре, куда впоследствии возвращался для разовых постановок.
Похоронен на Заельцовском кладбище (квартал 64н) Новосибирска.

## Постановки
- «Любовь Яровая» (К. Тренев; 1938);
- «Мнимый больной» (Ж.-Б. Мольер; 1940);
- «Кто смеётся последним» (К. Крапива; 1941);
- «Русские люди» (К. Симонов; 1942);
- «Женитьба Бальзаминова» (А. Островский; 1943);
- «Красный галстук» (С. Михалков; ТЮЗ Новосибирска; 1947);
- «Дорогие мои мальчишки» (Л. Кассиль; ТЮЗ Новосибирска; 1948);
- «Виндзорские насмешницы» (В. Шекспир; 1957);
- «Ураган» (Цао Юй; 1958);
- «Весёлка» (М. Зарудный; 1959);
- «Юность моя» (А. Школьник; 1960);
- «Дальняя дорога» (А. Арбузов; 1965)[2].